# Into the Woods
Into the Woods (Dentro Del Bosque) es un musical estrenado en el Old Globe Theatre de San Diego en 1986, y luego en Broadway el 5 de noviembre de 1987. La letra estuvo a cargo de Stephen Sondheim, mientras que el guion fue escrito por James Lapine. La historia mezcla Caperucita Roja, Jack y las habichuelas mágicas, Rapunzel y Cenicienta. La crítica especializada aclamó las interpretaciones de Bernadette Peters como la bruja y Joanna Gleason como la esposa de Baker en la producción original de Broadway. 
Into the Woods ganó varios premios Tony, incluyendo las categorías mejor banda sonora original, mejor guion de un musical y mejor actriz principal en un musical para Joanna Gleason, en un año dominado por El fantasma de la ópera.
El musical ha sido puesto en escena en innumerables ocasiones, entre ellas una gira por Estados Unidos, una producción en los teatros del West End en 1990, un concierto por el décimo aniversario en 1997, un remontaje en Broadway en 2002 (por el que recibió un Premio Tony al mejor reestreno de un musical y a la mejor iluminación), otro en  Londres en 2010 y otra en Nueva York como parte de la serie Shakespeare in the Park en 2012.